# Герб Сіверська
Герб Сіверська — офіційний символ міста Сіверськ Донецької області. Затверджений 2007 році.

## Опис
Основою герба є французький щит, обрамлений декоративним картушем у вигляді вінка з листя дуба та грон калини. Щит розділений на три частини: лазуровий, золотий відтворюють частину Державного прапору та малиновий, який символізує Кальміуську паланку Вольностей Війська Запорозького Низового. 
По центру щита розташована стилізована козацька шабля, яка плавно переходить у колос пшениці – символ єдності, родючості, повноти життя та його майбутнього перетворення. На золотому полі розташований лазуровий геологічний символ доломіту, що відображає Сівеський доломітний завод. Герб увінчано срібною мурованою короною з російської геральдичної системи.